# Эрнест спасает Рождество
«Эрнест спасает Рождество» (англ. Ernest Saves Christmas) — американская рождественская комедия Джона Черри 1988 года с Джимом Варни в главной роли. Второй фильм из серии фильмов об Эрнесте Уоррелле.

## Сюжет
Перед Рождеством Санта-Клаус решает подыскать себе замену. Он считает, что уже стал слишком стар и не может так же хорошо исполнять свои обязанности. Среди множества кандидатов Санта выбирает человека по имени Джо Каррутерс. Ранее он вёл на телевидении детскую передачу, а сейчас работает в Детском музее в Орландо во Флориде.
Санта-Клаус прилетает на место в обычном самолёте под видом обычного старика. В аэропорту он садится в такси, которым управляет Эрнест Уоррелл. По пути им попадается девочка-подросток Памела, которая прячется в их машине от работника кафе. Она сбежала из дома и сейчас ела в кафе, не имея денег. Эрнест отвозит Санту в музей. На месте выясняется, что у Санты нет настоящих денег. Эрнест прощает этого милого старика, но чуть позже это выходит ему боком, так как его увольняют из таксопарка. Эрнесту достаётся мешок Санты, который тот забыл в его машине.
Санта пытается поговорить с Джо Каррутерсом в Детском музее, но его прогоняет агент Джо Марти Брок. Брок натравливает на старика полицейских. Эрнест и Памела посещают приятеля Эрнеста Верна, которому Эрнест хочет подарить ёлку для праздничного настроения, которую ранее нашёл на автостраде. Попутно Эрнест одним глазком заглядывает в мешок, который ему остался от старика, и приходит в изумление, так как оказывается, что это настоящий мешок Санта-Клауса. Мешок содержит светящиеся сферы, которые при прикосновении превращаются в подарки.
Эрнест срочно отправляется в музей, но Санта-Клауса там уже нет. Он узнаёт, что Санту увезла полиция. Эрнесту приходится прикинуться правительственным чиновником, чтобы вытащит Санту из тюрьмы. Далее он перевоплощается в деревенщину, чтобы провезти Санту на киностудию, где проходят съёмки рождественского фильма ужасов, в котором играет Джо Каррутерс. Джо неловко играть в подобном фильме, так как там приходится ругаться. Санта также недоволен постановкой и даже бьёт режиссёра.
Памела пытается воспользоваться мешком Санты в своих интересах. Она хочет получить из мешка что-то существенное, но светящиеся сферы в её руках превращаются исключительно в игрушки. В конечном итоге она крадёт этот мешок и отправляется на вокзал, чтобы уехать из города. Санте же не удаётся уговорить Джо занять его место, так как тот не до конца уверен, что этот старик настоящий Санта-Клаус. Эрнест вместе с эльфами отправляется на склад аэропорта, куда должны были отгрузить северных оленей. На обратном пути он случайно пробивает колёса в своём грузовике. В конечном итоге он решает запрячь оленей и лететь к Санте непосредственно в его санях.
Джо Каррутерс готовится заключить контракт с кинопродюсерами. Он просит их немного смягчить сценарий фильма, но те резко отказывают. Джо видит за окном летающие по небу сани и начинает верить, что к нему обращался настоящий Санта-Клаус. Памела в это время доказывает одной девочке на вокзале, что Санта реален и вот у неё даже есть его мешок. Девочка тогда спрашивает, что этот мешок делает у нее, если он Санты. Джо, Памела, Эрнест с эльфами и санями, все отправляются к Детскому музею.
На месте всех ждёт Санта-Клаус. Он передаёт свои силы Джо Каррутерсу. Первым делом, получив волшебные силы, новый Санта-Клаус исполняет желание одного человека, который хотел, чтобы в Орландо пошёл снег. Памела сообщает, что приняла решение вернуться домой. Новый Санта-Клаус готов к работе и садится в сани. Он позволяет Эрнесту ещё раз поуправлять ими, а Памеле поприсутствовать при этом.

## В ролях
- Джим Варни — Эрнест Уоррелл
- Дуглас Сил — Санта-Клаус / Сет Эпплгейт
- Оливер Кларк — Джо Каррутерс
- Ноэль Паркер — Памела Трентон / Хармони Старр
- Гейлард Сартейн — Чак
- Билл Бирдж — Бобби
- Билли Бёрд — Мэри Моррисси
- Роберт Лессер — Марти Брок

## Критика
Критики приняли фильм прохладно. На сайте Rotten Tomatoes рейтинг «свежести» фильма составляет 36 %, на Metacritic у фильма 44 балла из 100. В Los Angeles Times отметили, что этот фильм лучше предыдущего и похвалили Дугласа Сила, игравшего Санта-Клауса.
В прокате этот фильм выступил лучше первого и собрал $28,2 млн, но и бюджет у него был больше — $6,5 млн против $3,5 млн у первого фильма. В последующем кассовые сборы у фильмов про Эрнеста будут только падать.